# 叔丁苯
叔丁苯是一种有机化合物，化学式为C10H14。

## 制备
叔丁苯可由苯和异丁烯在催化剂（如氯化铝）存在下反应得到，其副产物包括多取代物和烯烃自聚产物。苯和叔丁醇在浓盐酸的存在下反应，也能得到叔丁苯。

## 反应
叔丁苯和一氯化溴在光引发下可以发生自由基反应，生成β-溴叔丁苯和少量的β-氯叔丁苯。